# Большое Ивановское (Раменский район)
Большое Ивановское — деревня в Раменском муниципальном округе Московской области. Входит в состав сельского поселения Никоновское. Население — 61 чел. (2010).

## География
Деревня Большое Ивановское расположена в южной части Раменского муниципального округа, примерно в 27 км к югу от города Раменское. Высота над уровнем моря 136 м. В 1 км к югу от деревни протекает река Северка. К деревне приписано СНТ Северка. Ближайший населённый пункт — деревня Агашкино.

## История
Село Ивановское известно с XIV в., тогда оно принадлежало Ивану Васильевичу Вельяминову, сыну последнего московского тысяцкого (начальника городского ополчения) В. В. Вельяминова. Иван Васильевич был казнен (якобы за попытку отравить великого князя) в 1379 г. в Москве на Кучковом поле, а село перешли во владение великого князя Дмитрия Донского.
Церковь в селе Большом Ивановском была деревянная на каменном фундаменте с высоким цоколем. Имела три престола: во имя св. Пророка Илии, в честь иконы Пресвятой Богородицы «Всех скорбящих Радость» и в честь Святителя Николая Чудотворца. Её венчала четырёхъярусная колокольня. В 1883 г. по инициативе настоятеля храма священника Сергия Солнцева и прихожан к церкви была пристроена трапезная с приделами.
В 1900 г. настоятелем храма священником Михаилом Дамиановичем Ярцевым в селе была открыта новая церковно-приходская школа. Школа помещалась в собственном здании с квартирой для учителя. В 1909 г. в школе учились 47 человек. С 1908 г. попечителем школы был почетный гражданин Г. П. Котов.
С 1914 г. – 1924 г. в Ильинском храме настоятелем служил будущий Священномученик Александр Николаевич Парусников. Он был расстрелян 16 ноября 1937 г. и погребен в безвестной общей могиле на полигоне Бутово под Москвой.
В годы революционного богоборчества храм был закрыт. Сперва здесь располагался сельский клуб, потом здание церкви пустовало и приходило в негодность, остатки убранства расхищались. 23 мая 1945 г. на заседании Бронницкого райисполкома рассматривалось заявление Бронницкой МТС о передаче ей на слом помещения бывшей церкви в с. Б. Ивановское и кирпичный дом (бывшая школа) при ней. МТС требовался материал для постройке на усадьбе дома под Красный уголок. Заявление было удовлетворено. По словам старожилов, здание разобрали по бревнышку и увезли в Бронницы на сельхозвыставку.
От чудесного Ильинского храма с. Большое Ивановское сохранился лишь вросший в землю закладной камень с высеченной на нём датой: «1762 г.».
В 1926 году деревня являлась центром Больше-Ивановского сельсовета Троице-Лобановской волости Бронницкого уезда Московской губернии.
С 1929 года — населённый пункт в составе Бронницкого района Коломенского округа Московской области. 3 июня 1959 года Бронницкий район был упразднён, деревня передана в Люберецкий район. С 1960 года в составе Раменского района.
При советской власти в селе находилась животноводческая ферма, где разводили коров. Имелись также некоторые объекты инфраструктуры: аптечный пункт, школа, продуктовая лавка. Ферма обеспечивала работой большую часть селян, некоторым передовикам производства даже удавалось выехать на отдых за рубеж (в Болгарию). 
В 90-е годы наступил упадок, все социальные объекты были закрыты, лишь изредка в село приезжала автолавка. Ферма продолжала кое-как функционировать примерно до середины 00-х, но поголовье скота постоянно сокращалось. В конце концов, комплекс также был закрыт и заброшен, в настоящее время часть коровников разрушена, оставшиеся же представляют собой своего рода памятник некогда процветавшему здесь сельскому хозяйству. Окрестные поля, на которых ранее производился выпас скота, в основном используются для производства газонов, что, по крайней мере, предохраняет их от массового зарастания сорняками. 
До муниципальной реформы 2006 года деревня входила в состав Никоновского сельского округа Раменского района. Сейчас же она относится к Раменскому городскому округу. 
На стыке 00-х и 10-х годов была отремонтирована и заасфальтирована дорога, вдоль которой и расположена деревня. К концу 10-х неподалёку от въезда в деревню уставлен пункт сбора мусора (ранее жителям годами приходилось отвозить мусор в соседнее село Никоновское). Несколько облагорожена территория местного кладбища. 
В середине 10-х при активной помощи местных жителей и дачников был восстановлен вышеупомянутый Храм Илии Пророка. Ранее, в начале 00-х, была построена маленькая часовня. По состоянию на август 2022 настоятелем храма является иерей Алексей Твердов. Храм открыт только на время проведения богослужений. Престольный праздник - 2 августа (Ильин день). На это праздничное богослужение традиционно приезжают верующие из соседних сёл и деревень. 

## Население
| 1926 | 2002 | 2010 |
| ---- | ---- | ---- |
| 280  | ↘50  | ↗61  |

В 1926 году в деревне проживало 280 человек (120 мужчин, 160 женщин), насчитывалось 61 хозяйство, из которых 58 было крестьянских. По переписи 2002 года — 50 человек (21 мужчина, 29 женщин).
К началу 20-х в деревне осталось очень мало постоянно проживающих лиц, занимающихся сельским хозяйством (в основном, они держат кур, уток и пчёл, хотя ещё несколько лет назад встречались коровы, овцы и козы). Большая часть посещающих деревню - дачники из Москвы и юго-востока Подмосковья, предки некоторых из них в своё время перебрались в город именно из этих краёв. 